# ألبرتو سيفوينتيس
ألبرتو سيفوينتيس (بالإسبانية: Alberto Cifuentes Martínez)‏ هو لاعب كرة قدم إسباني في مركز حراسة المرمى، ولد في 29 مايو 1979 في البسيط في إسبانيا. لعب مع بياست غليفيتسه ورايو فايكانو وريال مايوركا ب وريال مايوركا وريال مورسيا وسيوداد دي مورسيا ونادي ألباسيتي ب ونادي ألباسيتي ونادي سالامانكا ونادي قادش ونادي لورقة.

## وصلات خارجية
- ألبرتو سيفوينتيس على موقع قاعدة بيانات كرة القدم.إي يو (الإنجليزية)
- ألبرتو سيفوينتيس على موقع Soccerbase.com (لاعب) (الإنجليزية)
- ألبرتو سيفوينتيس على موقع Soccerway.com (الإنجليزية)
- ألبرتو سيفوينتيس على موقع عالم كرة القدم.نت (الإنجليزية)
- ألبرتو سيفوينتيس على موقع AS.com (الإسبانية)